# 1806 Дерісе
1806 Дерісе (1806 Derice) — астероїд головного поясу, відкритий 13 червня 1971 року.
Тіссеранів параметр щодо Юпітера — 3,627.